# Ludwig Leuschner

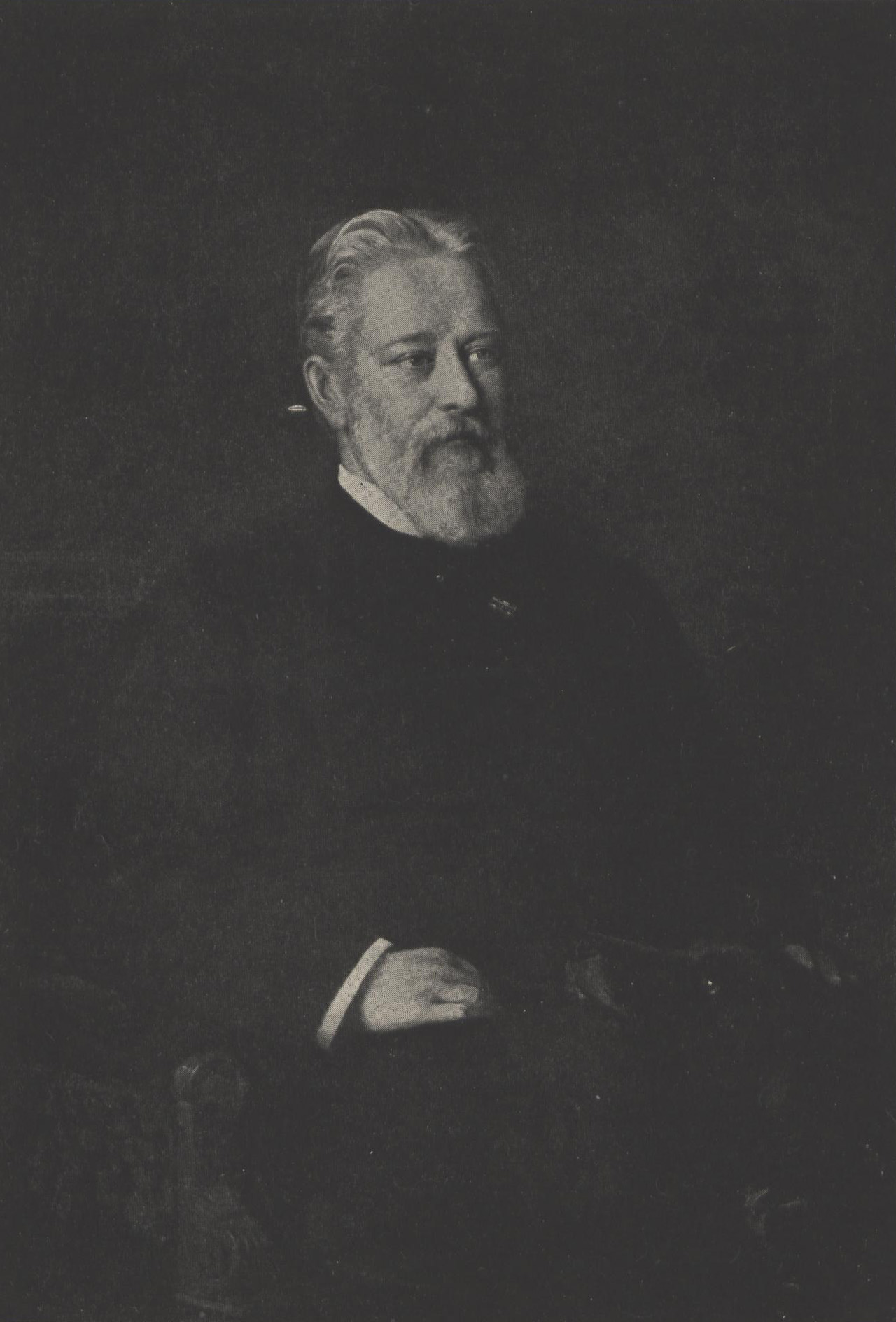
Ludwig Leuschner, undatierte Fotografie

Friedrich Ludwig Leuschner (* 10. März 1824 in Gräfenhainichen; † 29. Dezember 1889 in Glauchau) war Rittergutsbesitzer, Fabrikant und Mitglied des Deutschen Reichstags (Nationalliberale Partei).

## Leben
Leuschner besuchte die Franckeschen Stiftungen in Halle und zog nach Glauchau. Er kaufte am 18. August 1862 das Rittergut Limbach. 1868 wurde er Mitglied der Handelskammer in Chemnitz und 1870 Stadtrat in Glauchau. Zwischen 1873 und 1879 war er Mitglied der II. Kammer des Sächsischen Landtags und später auch Handelsrichter. Seit 1887 war er Ehrenbürger seiner Heimatstadt Gräfenhainichen.
Von 1881 bis 1884 und von 1887 und seinem Tode war er Mitglied des Deutschen Reichstags für den Wahlkreis 17 Königreich Sachsen, Glauchau, Meerane, Hohenstein-Ernstthal.
Leuschner war mit Elise (geb. Raum, † 1901) verheiratet. Das Rittergut Limbach ging nach seinem Tod in den Besitz seiner Erben, der Ehefrau sowie den Kindern Erdmann Otto und Elise Henriette Luise Leuschner, über. Die Tochter Magdalene (1859–1889), verheiratete Lingelbach, war zwei Tage vor ihrem Vater gestorben.